# Guinea Ecuatorial en los Juegos Olímpicos de Londres 2012
Guinea Ecuatorial estuvo representada en los Juegos Olímpicos de Londres 2012 por dos deportistas, un hombre y una mujer, que compitieron en atletismo.
La portadora de la bandera en la ceremonia de apertura fue la atleta Bibiana Olama. El equipo olímpico ecuatoguineano no obtuvo ninguna medalla en estos Juegos.